# Tovstrup Stationsby
Tovstrup Stationsby er en bebyggelse i Midtjylland, beliggende 2 km nord for Tovstrup, 4 km nordøst for Sorring, 9 km syd for Hammel og 18 km øst for Silkeborg. Det meste af Tovstrup Stationsby hører til Dallerup Sogn i Silkeborg Kommune, men de nordligste huse hører til Røgen Sogn i Favrskov Kommune. Dallerup Kirke ligger 4 km mod sydvest, og Røgen Kirke ligger 3 km mod nord. Både Silkeborg og Favrskov kommune hører til Region Midtjylland. 

## Historie

### Jernbanen
Bebyggelsen opstod omkring Tovstrups station på Aarhus-Hammel-Thorsø Jernbane (1902-56). Stationen blev lagt så langt fra byen for at banen ikke skulle op i bakkerne omkring Sorring. Nær stationen lå der kun tre små gårde og en skovfogedbolig, men straks fra banens åbning blev der solgt byggegrunde, og i løbet af få år opstod der et lille samfund med ca. 15 huse. En skole blev bygget i 1903, og der kom murer, snedker, pottemager, sadelmager og en købmand med tømmerplads. 
Fra stationen blev der afsendt tømmer fra de nærliggende skove Sorring Skov, Tovstrup Nørreskov og Sønderskov. Til læsning af tømmeret blev der i 1904 opstillet en 4 tons galgekran ved sidesporet. Især under 1. Verdenskrig, hvor det var svært at skaffe kul, blev der afsendt enorme mængder træ og tørv.
Før 1920 var stationens passagertal på 8-10.000 årligt, men det faldt i begyndelsen af 1930'erne til 4.200, selvom banen skaffede sig en del turisttrafik til bakkelandskabet omkring den 148 m høje Sorring Låddenhøj.  
Stationsbygningen er bevaret på Keldbjergvej 15. Vest for stationsbyen ses en banedæmning.